# Anderson Ballesteros
Anderson Ballesteros (Medellín, 5 d'octubre de 1982) és un actor colombià que va iniciar la seva carrera amb la pel·lícula La virgen de los sicarios l'any 1999. Posteriorment va interpretar el personatge de "El Chili" en la sèrie «Pablo Escobar, el Patrón del Mal».
Es va donar a conèixer amb la pel·lícula La virgen de los sicarios i després en televisió en sèries com Los protegidos, Pandillas, Guerra i Paz II, en el paper del "Zarco", i a Pablo Escobar, el Patrón del Mal, on va interpretar a l'abatut sicari John Jairo Arias "El Chili".

## Filmografia

### Televisió
| Any  | Producció                        | Personatge                  |
| ---- | -------------------------------- | --------------------------- |
| 2014 | Mis Amigos de Siempre            | Montoya                     |
| 2012 | Pablo Escobar, el Patrón del Mal | John Jairo Arias "El Chili" |
| 2010 | Rosario Tijeras                  | "Cero cero"                 |
| 2009 | Pandillas, Guerra y Paz II       | Byron Aristizabal "Zarco"   |
| 2008 | Los protegidos                   | Ramiro                      |

### Cinema
| Any  | Pel·lícula                | Personatge    |
| ---- | ------------------------- | ------------- |
| 2000 | La Virgen De Los Sicarios | Alexis        |
| 2016 | El encuentro de Guayaquil | Simón Bolívar |

## Premis i Nominacions

### Premis Índia Catalina
| Any  | Categoría                            | Sèrie                            | Resultat |
| ---- | ------------------------------------ | -------------------------------- | -------- |
| 2013 | Millor Actor de repartiment de Sèrie | Pablo Escobar, el Patrón del Mal | Nominat  |

### Premis Talent Caragol
| Any  | Categoria    | Sèrie                            | Resultat  |
| ---- | ------------ | -------------------------------- | --------- |
| 2013 | Millor Actor | Pablo Escobar, el Patrón del Mal | Guanyador |